# Julia Lester
Julia Rose Lester (Los Angeles, 28 gennaio 2000) è un'attrice statunitense.

## Biografia
Julia Lester è nata a West Hollywood, nipote dell'attore Peter Mark Richman. Ha cominciato a recitare durante l'adolescenza, apparendo in serie televisive come Mom e Il principe di Peoria. È nota soprattutto per il suo ruolo di Ashlyn Caswell in High School Musical: The Musical: La serie.
Attiva anche in campo teatrale, Lester ha recitato in diversi musical, tra cui Joseph and the Amazing Technicolor Dreamcoat (2017) e Next to Normal (2018) a Thousand Oaks e nel 2022 ha fatto il suo debutto a Broadway accanto a Neil Patrick Harris e Sara Bareilles nel musical di Stephen Sondheim Into the Woods; per la sua interpretazione ha ricevuto candidature al Drama Desk Award, all'Outer Critics Circle Award e al Tony Award alla miglior attrice non protagonista in un musical.

## Filmografia

### Televisione
- Bella e i Bulldogs (Bella and the Bulldogs) - serie TV, episodio 2x16 (2016)
- Mom - serie TV, 3 episodi (2017)
- I Thunderman (The Thundermans) - serie TV, episodio 4x18 (2018)
- Il principe di Peoria (Prince of Peoria) - serie TV, episodi 1x6 e 1x11 (2018-2019)
- Game Shakers - serie TV, episodio 3x16 (2019)
- High School Musical: The Musical: La serie (High School Musical: The Musical: The Series) - serie TV, 38 episodi (2019-2023)
- The Four Seasons, regia di Tina Fey, Lang Fisher e Tracey Wigfield – miniserie TV (2025)

### Doppiaggio
- Spirit: Avventure in libertà (Spirit Riding Free) - serie TV, 5 episodi (2017)

## Doppiatrici italiane
Nelle versioni in italiano delle opere in cui ha recitato, Julia Lester è stata doppiata da:
- Veronica Benassi in High School Musical: The Musical: La serie
- Emanuela Ionica in Mom
- Sofia Porta in The Four Seasons